# Alex Massie
Alex C. Massie (n. 13 martie 1906 - n. 20 septembrie 1977) a fost un jucător de fotbal scoțian. A jucat în cea mai mare parte a carierei pe postul de mijlocaș dreapta pentru clubul englez Aston Villa.